# Victor Puiseux
Victor Alexandre Puiseux (n. 16 aprilie 1820, Argenteuil – d. 9 septembrie 1883, Frontenay) a fost un matematician, astronom și alpinist francez.

## Biografie
Victor Alexandre Puiseux s-a născut în Argenteuil, la 16 aprilie 1820.

### Omul de știință
Elev la colegiul din Pont-à-Mousson, apoi bursier la collège Rollin (rue Saint-Jacques, Paris), Victor Puiseux a obținut în 1836 (la doar 16 ani) premiul întâi pentru fizică la „concursul general”.
A fost admis în 1837 la École normale și apoi la concursul de agregație de științe în 1840. A obținut doctoratul în științe matematice în 1841, apoi a fost profesor de matematici la colegiul regal din Rennes până în 1845. A obținut apoi o catedră de matematici la Facultatea de Științe din Besançon, apoi a fost numit conferențiar la École normale supérieure în 1849. 
Era și suplinitor la Facultatea de Științe din Paris și la Collège de France și însărcinat cu examenele de admitere la École polytechnique (în română: Școala Politehnică) în 1853 și 1854. 
În 1855 a fost numit astronom adjunct la Observatorul din Paris, însărcinare pe care a îndeplinit-o până în 1859. A fost membru al „Biroului longitudinilor” (în franceză: Bureau des longitudes). În 1857 i-a succedat lui Augustin Louis Cauchy la catedra de astronomie matematică de la Facultatea  de Științe și a fost înlocuit în 1888 de Félix Tisserand.
A colaborat cu Cauchy la numeroase lucrări, între care funcțiile analitice.
Strălucitor în analiză, a introdus noi metode în munca sa asupra funcțiilor algebrice (de exemplu: seriile lui Puiseux) și a contribuit  la dezvoltarea mecanicii cerești. La 10 iulie 1871 a fost ales în unanimitate membru al Academiei Franceze de Științe, secția geometrie.
Fiul său, Pierre Puiseux, a fost și el matematician, astronom și alpinist. Fratele său a fost istoricul Léon Puiseux.

### Alpinistul
Mare alpinist și membru fondator al „Clubului Alpin Francez” (în franceză: Club alpin français), Victor Puiseux face parte din precursorii alpinismului fără ghid în Franța. A întreprins o tentativă serioasă la punta Dufour în 1847 și și-a dat numele unui vârf din Alpi, vârful Puiseux (3.946 de metri), în masivul mont Pelvoux, pe care l-a escaladat în 1848. A descoperit atunci că mont Pelvoux nu este culmea cea mai înaltă din massif des Écrins, Barre des Écrins fiind mai înaltă (4.102 m).

#### Ascensiuni
- 1848 – A doua ascensiune pe mont Pelvoux;
- 1887 – Primul parcurs pe latura de nord-nord-vest a vârfului Grande Casse din  masivul Vanoise, împreună cu fiul său, Pierre Puiseux, fiind însoțiți de Amédée Crochet și Joseph Amiez

## Articole conexe
- Seria lui Puiseux
- Teorema lui Puiseux